# Limnai (Taygetos)
Limnai (altgriechisch Λίμναι) war ein bedeutendes antikes Heiligtum der Artemis Limnatis im Gebirge Taygetos. Es lag an der Grenze zwischen Messenien und Sparta, die sich gleichermaßen am Kult beteiligten, und es war ständig ein Streitobjekt zwischen den beiden.

## Lage
Die Überreste des Heiligtums befinden sich mit aller Wahrscheinlichkeit am Platz der heutigen Kapelle Panagia Volimniatissa (neugriechisch Παναγία Βωλιμνιάτισσα) nördlich einer Volimnos (Βώλιμνος) genannten Senke, rund 11 Kilometer nordöstlich von Kalamata. Sie liegen einige Kilometer westlich der modernen Ortschaft Artemisia (früher Tzernitza) am Südhang des Gomovouno auf 750 m. ü. M. in einem Seitental des Flusses Nedon, der in den Messenischen Golf mündet. Die schwer zugängliche Umgebung dient als Sommerweide, Mitte des 19. Jahrhunderts wurde hier von den Bauern aus Artemisia Ackerbau betrieben. In der Antike führte hier eine Straße über den Taygetos vom messenischen Thouria nach Sparta.
Die Identifizierung des in der antiken Literatur gut bezeugten Heiligtums der Artemis Limnatis mit den Funden in Volimnos schlug erstmals der deutsche Archäologie Ludwig Ross vor, der im Juni 1841 vier Inschriften fand, die in die Mauer der Kapelle Panagia Volimniotissa eingebaut waren. Diese Inschriften aus dem 3. Jahrhundert n. Chr. nennen einen „Priester der Artemis“ und „Kampfrichter der Göttin Limnatis“ (IG V 1374–1377).
Die alternative Lokalisierung des berühmten Heiligtums nördlich der Sandava-Schlucht südöstlich von Kalamata, wie sie Walter Kolbe und Natan Valmin vorschlugen, wird heute nicht mehr unterstützt.

## Geschichte
Gemäß Pausanias nahmen am Kult der Artemis Limnatis in Limnai sowohl die Messenier wie die Spartaner teil. Die Streitigkeiten um das Heiligtum werden in verschiedenen antiken Quellen erwähnt. Nino Luraghi betrachtet den Streit um das abgelegene Heiligtum als symbolisch; für die Messenier verkörperte es Freiheit, für die Spartaner Macht. Seine Blütezeit erlebte das Heiligtum während der hellenistischen und römischen Epoche.
Der Überlieferung nach wurde hier Ende des 9. Jahrhunderts v. Chr. der spartanische König Teleklos von Messeniern ermordet. Nach der spartanischen Version hätten die Messenier Priesterinnen der Artemis schänden wollen und Teleklos sei ihnen zu Hilfe geeilt und im Handgemenge getötet worden. Die Messenier dagegen sagten, dass Teleklos noch bartlose Jünglinge mit Dolchen ausgestattet habe und als Jungfrauen kleiden ließ, um die Messenier zu überfallen und als sich die Messenier wehrten, sei Teleklos umgekommen. Nach Strabon flohen die beteiligten Messenier nach Makistos in Elis und seien dann auf Geheiß des Orakels nach Rhegion in Kalabrien ausgewandert. Die Historizität dieser Ereignisse wird in der modernen Forschung unterschiedlich bewertet.
Während der Messenischen Kriege wurde Limnai spartanisch. Philipp II. von Makedonien schlug es zum neugegründeten Messenischen Staat. Nach der Trennung von Thouria und Pherai von Messenien war das Heiligtum wieder umstritten. Als Lucius Mummius 146 v. Chr. die griechischen Provinzen neu organisierte, verlangten die Spartaner, dass das Heiligtum der Artemis Limnatis ihnen zugesprochen würde. Der zugunsten der Messenier ausfallende Entscheid wurde auf dem Pfeiler der Nike des Paionios in Olympia eingemeißelt (IvO 52).
Nach der Schlacht von Actium 31 v. Chr. kam das Heiligtum durch Bestimmung des Kaisers Augustus zu Sparta. Im Jahr 25 n. Chr. schickten die Messenier und Spartaner je einen Gesandten zu Kaiser Tiberius, damit er die Zugehörigkeit des Heiligtums der Artemis Limnatis regle. Seitdem gehörte das Heiligtum zu Messenien.

## Funde
Vom antiken Heiligtum bei Volimnos sind nur wenige Überreste erhalten, zumal der Ort nie systematisch erforscht wurde. Die unmittelbare Umgebung ist künstlich terrassiert. Steine des antiken Tempels wurden zum Bau der Kapelle Panagia Volimniotissa benutzt. 15 Meter südlich der Kapelle entspringt eine perennierende Quelle mit einem antiken Brunnentrog.
Zu den ältesten Fundobjekten gehören eine Pferdefigur aus der Mitte des 8. Jahrhunderts v. Chr. sowie Keramik und Nadeln  geometrischen und archaischen Stils. Eine Fibel mit einer befestigten Sirene aus Bronze gehört ins frühe 6. Jahrhundert v. Chr. Die älteste Dedikationsinschrift an die Göttin Limnatis findet sich auf einem Spiegel aus dem frühen 5. Jahrhundert v. Chr. (SEG 29.395).
Ein Großteil der Funde befindet sich im Archäologischen Museum Messeniens in Kalamata.

## Artemis Limnatis
Die in Limnai verehrte Göttin Limnatis (Λιμνᾶτις) ist eine spartanische Epiklese der Artemis Orthia, deren Hauptheiligtum in der spartanischen Vorstadt Limnai  stand. Ein weiterer Tempel muss nördlich der Sandava-Schlucht gestanden haben, weitere Heiligtümer der Limnatis befanden sich in der Stadt Messene, im spartanischen Epidauros Limera, im triphylischen Kombothekra und in Patrai, deren Statue angeblich aus Sparta gestohlen wurde.
Die Jagdgöttin Artemis hatte schon bei Homer einen engen Bezug zum Gebirge Taygetos, wo sie besonders gerne gejagt habe:
»Artemis schweift von Gebirg zu Gebirgen, die fröhliche Schützin
Seis durch den langen Taygetos, seis Erymanthos …« Homer: Odyssee VI, 102f.